# Les Sentiers de la gloire
Ne doit pas être confondu avec Les Chemins de la gloire (film, 1936) ou Les Portes de la gloire.
Pour plus de détails, voir Fiche technique et Distribution.
Les Sentiers de la gloire (Paths of Glory) est un film de guerre américain réalisé par Stanley Kubrick, sorti en 1957. Il s'agit de l'adaptation du roman éponyme de Humphrey Cobb, paru en 1935, se déroulant pendant la Première Guerre mondiale.
En 1992 le film est sélectionné par le National Film Registry américain pour être conservé à la bibliothèque du Congrès, en raison de son intérêt « culturel, historique ou esthétique important ».

## Synopsis
En 1916, lors de la Première Guerre mondiale, en France, la tactique de la guerre de tranchées n'a mené qu'à l’enlisement du conflit. Des assauts réguliers, inutiles et meurtriers, sont cependant menés par les troupes françaises et allemandes pour essayer de prendre le dessus sur l'ennemi.
En faisant miroiter un avancement, le général de division français Georges Broulard, incite son subordonné, l’ambitieux général de brigade Paul Mireau, à lancer un de ses régiments à l'assaut d'une position allemande très solide nommée « la Fourmillière », située au sommet du versant abrupt d'une colline, ceci sans renforts et avec peu de tirs d'artillerie préparatoires. Très motivé, le général Mireau inspecte les tranchées du régiment du colonel Dax, qui devra mener l’assaut. Avec tout le respect dû à son supérieur, le colonel Dax émet son opposition, car selon toute vraisemblance, cette mission coûtera la vie aux trois-quarts de ses hommes fatigués, sous équipés et appuyés par une artillerie à court de munitions. Le général Mireau le rappelle à l'ordre.
Le soir même, Dax envoie trois de ses hommes en reconnaissance des lignes ennemies : le lieutenant Roget, un homme veule, le caporal Paris, et le soldat Lejeune. Durant la sortie, Roget, ivre et terrorisé, envoie le soldat en avant. Ne constatant plus de mouvement, Roget lance une grenade en direction du soldat. Le caporal Paris avance aussitôt dans sa direction mais ne peut que constater que le soldat a été tué. Atterré par ce geste inconsidéré de son supérieur, le caporal Paris rédige son rapport mais Roget, plus haut gradé, le fait taire.
Dax prend note de la version des faits de Paris, qu'il croit, mais il est conscient que la parole d'un sous-officier n'a pas de poids face à celle d'un gradé.
Lors de l'assaut des soldats français, les régiments menés par le colonel Dax réussissent à avancer en contrebas des lignes ennemies mais celle de Roget reste dans sa tranchée.
Depuis son poste d'observation, le général Mireau, s'apercevant qu'une partie des soldats n'a pas quitté sa tranchée, ordonne de tirer au canon sur eux, afin de les forcer à attaquer. L'ordre, auquel il veille à ne donner qu'une forme verbale, est adressé à l'officier d’artillerie français, qui refuse néanmoins d'obéir sans ordre écrit.
L'assaut est un fiasco, c'est pourquoi les Français se replient en subissant de lourdes pertes.
Pour détourner de lui le blâme de l'échec et le risque de perdre l'avancement promis, le général Mireau traduit les trois régiments en conseil de guerre (cour martiale), pour « lâcheté devant l'ennemi » en exigeant que chaque compagnie désigne dix soldats dans ses propres rangs, lesquels seront fusillés pour l'exemple.
Au cours du dîner au mess des officiers, Dax, jugeant la sanction révoltante, tente de faire changer les officiers d'avis mais en vain car la sanction est conforme au droit martial. Le général de division Broulard décide toutefois d'un compromis tout aussi dur mais moins coûteux en soldats : seuls trois hommes, soit un par compagnie, seront tirés au sort. Avocat dans le civil, Dax obtient de Broulard l'autorisation de les défendre.
Ainsi, trois hommes – le soldat Maurice Férol, le soldat Arnaud et le caporal Nicolas Paris, ce dernier intentionnellement choisi par Roget – sont mis aux arrêts.
Malgré son talent au cours d’une parodie de procès, Dax ne parvient pas à faire fléchir les juges, pour lesquels la sentence ne fait aucun doute : les soldats seront fusillés le lendemain. De retour aux arrêts, Arnaud, pris d'une crise d’hystérie, reçoit un coup sur la tête de Nicolas Paris qui lui fend le crâne et le plonge dans le coma. Il est décidé de l'attacher sur une planche pour qu'il tienne debout devant le peloton d’exécution. Dax, ayant compris la veulerie de Roget, le force à commander le peloton d'exécution.
La veille de l’exécution, le capitaine d’artillerie informe Dax de l'ordre de Mireau de faire tirer sur ses propres troupes et lui remet les rapports des sous-officiers l'attestant. Dax les apporte aussitôt à Broulard pour tenter d'obtenir une levée de la sentence. Mais Broulard reste inflexible.
Le lendemain matin, les trois hommes sont passés par les armes.
Néanmoins, Broulard ordonne une enquête sur les agissements de Mireau, et propose le poste de général de brigade à Dax, persuadé que celui-ci a cette ambition. Mais, écœuré, Dax refuse et retourne auprès de ses hommes.
En chemin, l'attention de Dax est attiré par le brouhaha et les sifflements de soldats français dans un bar. Une jeune Allemande qui s'est retrouvée derrière les lignes françaises est présentée sur une estrade par l'aubergiste aux soldats d'abord hostiles. Cependant, quand elle se met à chanter l'air Der treue Husar (le fidèle hussard) les soldats se taisent, émus par la chanson en allemand, et vont jusqu'à l'accompagner en murmurant l'air.
Dax décide de retourner dans ses quartiers sans interrompre ce moment émouvant, alors qu'il vient de recevoir l'ordre de les faire retourner au front dès l'aube. Son visage se durcit alors qu'il reprend sa marche seul.

## Fiche technique
- Titre original : Paths of Glory

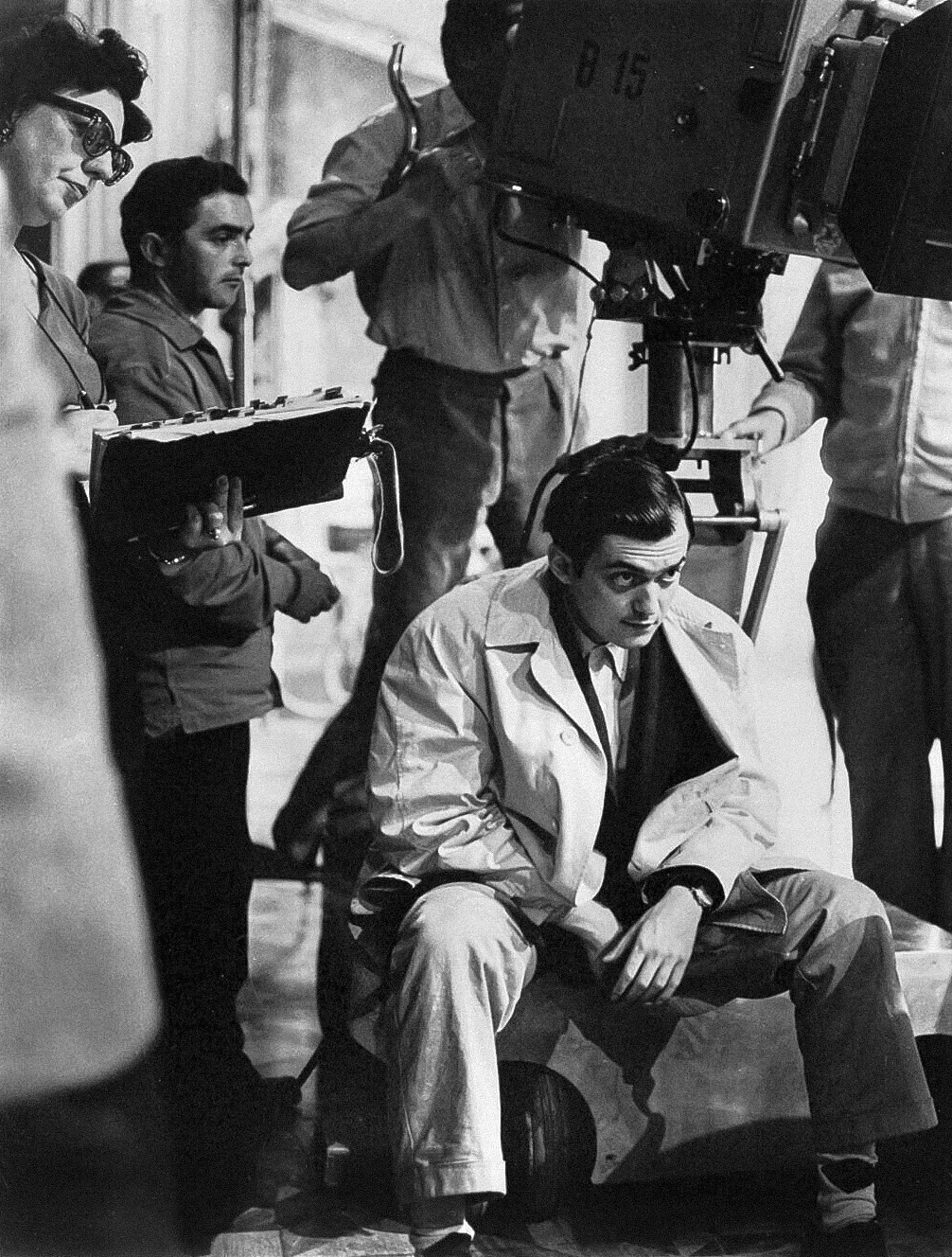
Stanley Kubrick lors du tournage du film.

- Titre français : Les Sentiers de la gloire
- Réalisation : Stanley Kubrick
- Scénario : Stanley Kubrick, Calder Willingham et Jim Thompson, d'après le roman de Humphrey Cobb, paru en 1935
- Musique : Gerald Fried
- Direction artistique : Ludwig Reiber
- Photographie : Georg Krause
- Montage : Eva Kroll
- Production : Kirk Douglas, James B. Harris et Stanley Kubrick
- Société de production : Bryna Productions
- Société de distribution : United Artists
- Budget : 900 000 $[2]
- Pays de production :  États-Unis
- Langue originale : anglais américain, allemand, latin
- Format : Noir et blanc — 35 mm — 1,37:1 — Son mono
- Genre : Film dramatique, Film de guerre, Film politique
- Durée : 88 minutes
- Dates de sortie :
  - Allemagne de l'Ouest : 18 septembre 1957
  - États-Unis : 25 décembre 1957
  - France (où le film a été censuré de fait de 1957 à 1975) : 26 mars 1975
- Classification :
  - France (CNC) : initialement « interdit aux moins de 13 ans », puis mention « tous publics » depuis 1997
- Affiche : Jouineau Bourduge (France)

## Distribution

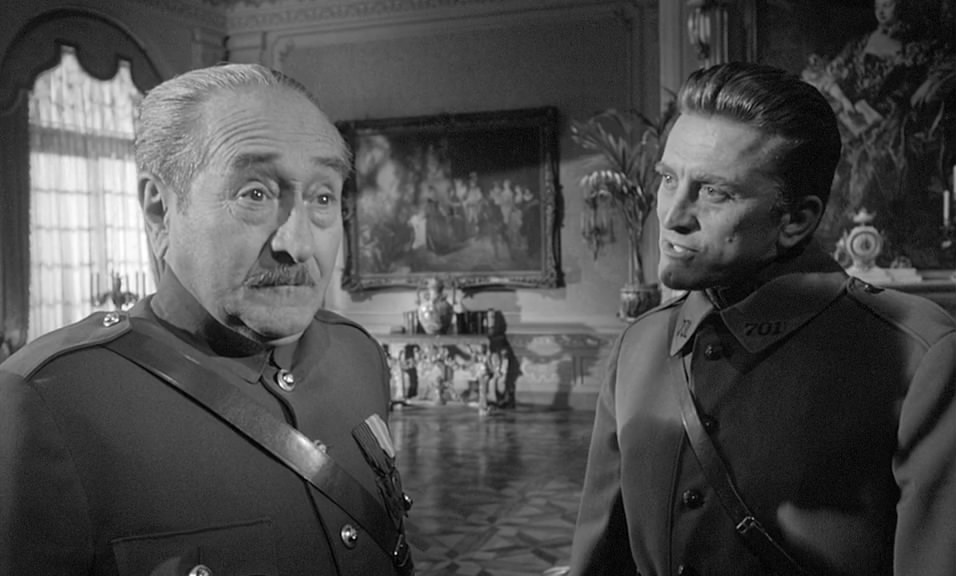
Adolphe Menjou et Kirk Douglas dans le film.

Note : le doublage français a été effectué en 1975, lors de la sortie du film dans les salles françaises.
- Kirk Douglas (VF : Alain Mottet) : le colonel Dax
- George Macready (VF : Georges Wilson) : le général Paul Mireau
- Ralph Meeker (VF : Sylvain Joubert) : le caporal Philippe Paris
- Timothy Carey (VF : Jacques Balutin) : le soldat Maurice Férol
- Joe Turkel (VF : Pierre Trabaud) : le soldat Pierre Arnaud
- Adolphe Menjou (VF : Georges Riquier) : le général Georges Broulard
- Wayne Morris (VF : Claude Brosset) : le lieutenant Roget
- Peter Capell (VF : Jacques Thébault) : le président de la cour                martiale
- Richard Anderson (VF : Claude Giraud) : le commissaire du gouvernement
- Emile Meyer (VF : Raymond Loyer) : l'aumônier
- John Stein (VF : René Arrieu) : le capitaine d'artillerie Rousseau
- Harold Benedict (VF : Francis Lax) : le capitaine Nicolas
- Bert Freed (VF : Roger Lumont) : le sergent chef de section
- Kem Dibbs (VF : Jacques Richard) : le soldat Lejeune
- Fred Bell (VF : Henri Poirier) : le soldat atteint d'obusite dans la tranchée
- Halden Hanson (VF : Jean Berger) : le médecin militaire et un soldat
- Jerry Hausner (VF : Yves Barsacq) : l'animateur du cabaret
- Christiane Kubrick (Christiane Harlan, créditée sous le nom de « Susanne Christian ») : la jeune Allemande capturée

## Production

### Inspiration
Avant d'être retranscrit au cinéma, le livre d'Humphrey Cobb fut adapté en 1935 pour Broadway par Sidney Howard, un dramaturge et scénariste connu pour ses opinions de gauche. La pièce fut un échec mais Howard déclara publiquement que le roman méritait une adaptation cinématographique.

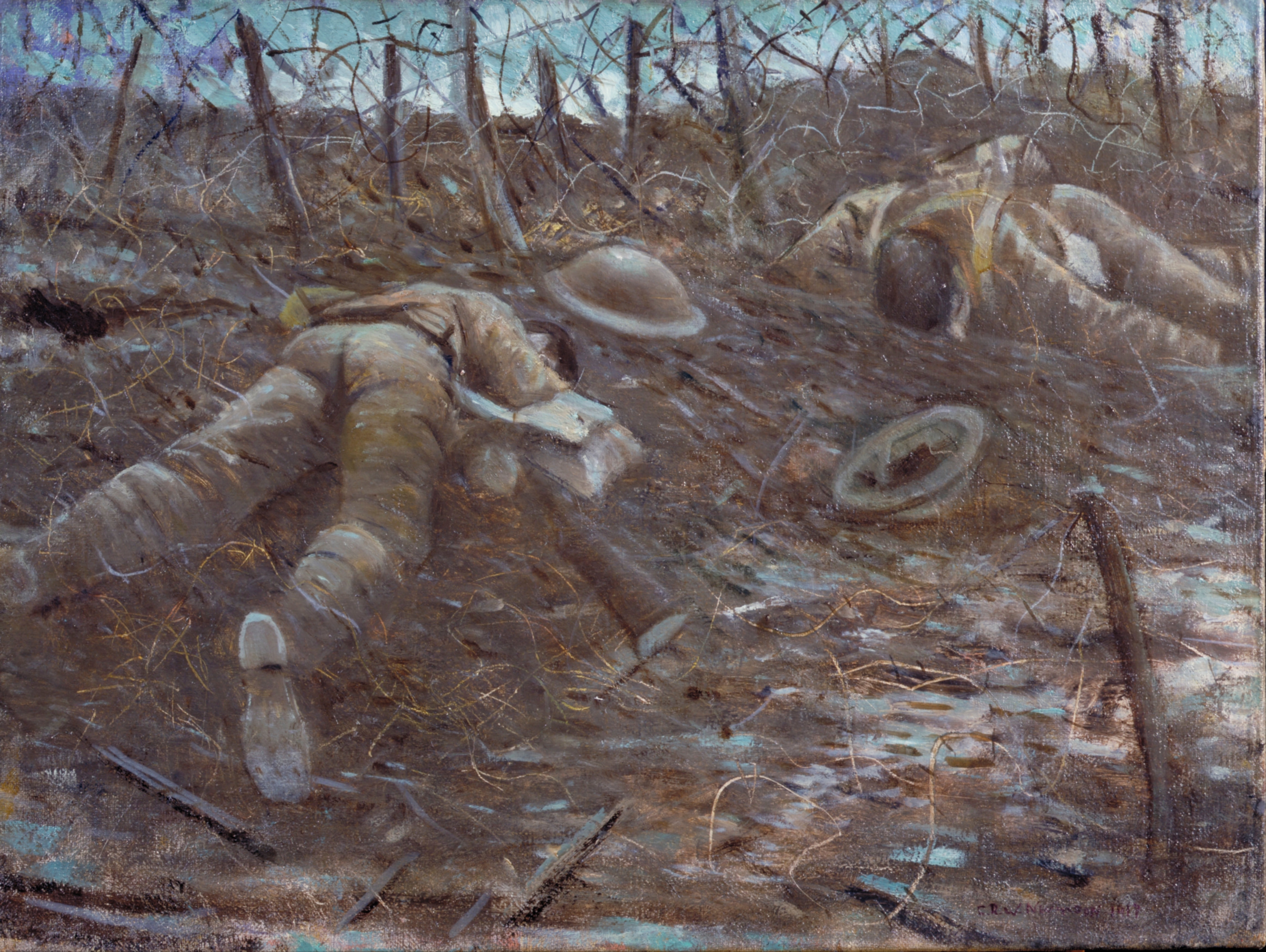
Paths of Glory, tableau de Christopher R. W. Nevinson (1917), Imperial War Museum London.

Le titre du film reprend celui du tableau homonyme peint en 1917 par le Britannique Christopher Nevinson, qui illustrait des cadavres de soldats étalés dans le no man's land, ce qui lui valut d'être censuré à l'époque,.

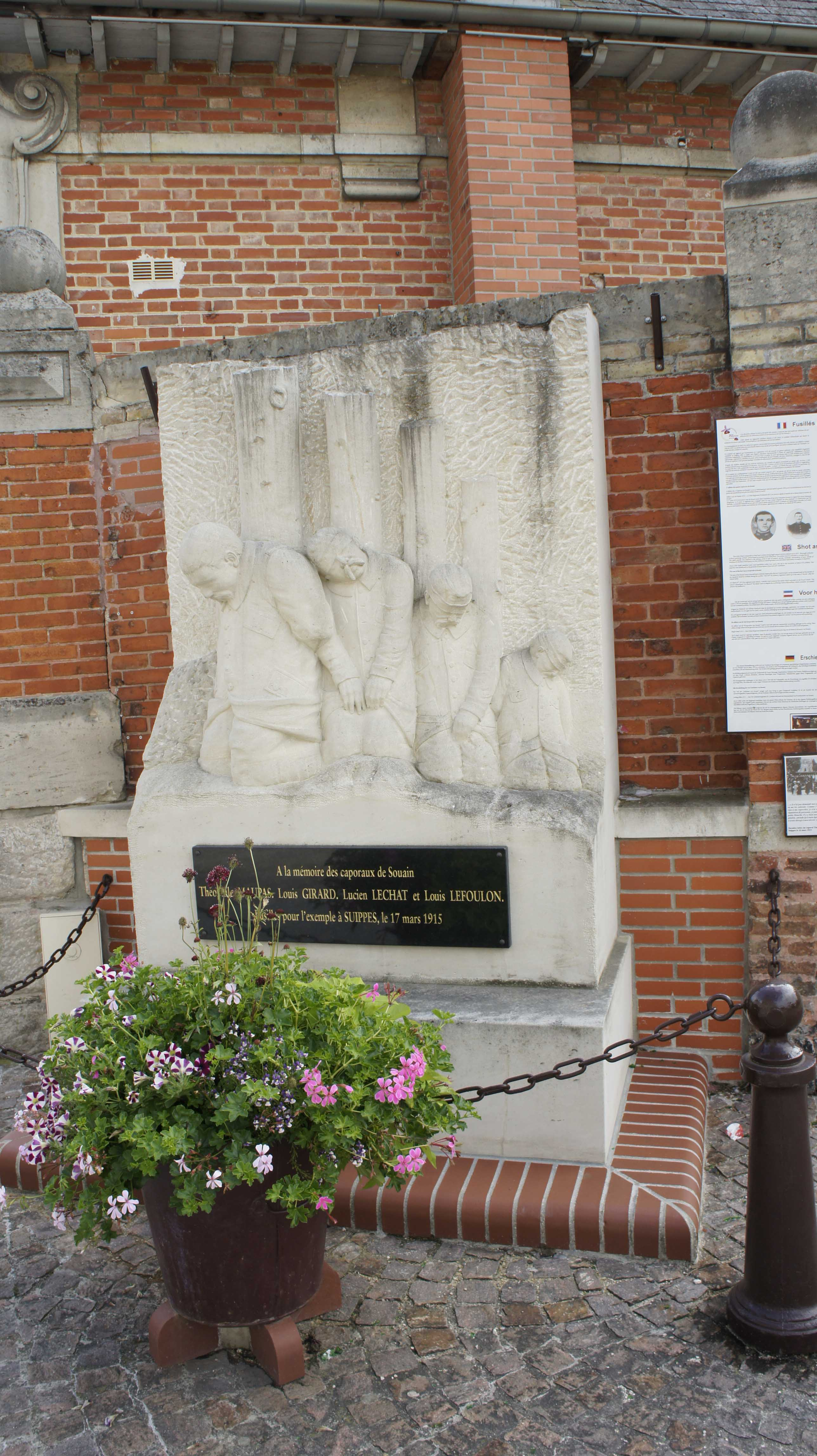
Vue du monument Fusillés pour l'exemple, à Suippes (2007).

Les Sentiers de la gloire s'inspire de plusieurs faits réels. Pendant la Première Guerre mondiale, environ 2 500 soldats français ont été condamnés à mort par les conseils de guerre, dont un peu plus de 600 furent réellement fusillés « pour l'exemple » par l'armée pour des motifs divers (abandon de poste, mutilations volontaires, refus d'obéissance…), les autres ayant vu leur peine commuée en travaux forcés.
Le réalisateur Stanley Kubrick s'appuie principalement sur l'affaire des caporaux de Souain où le général Réveilhac aurait fait tirer sur l'un de ses propres régiments (le 336e régiment d'infanterie) dont les hommes refusaient de sortir des tranchées lors d'un assaut suicidaire contre une colline occupée par les Allemands, avant de faire exécuter quatre caporaux le 17 mars 1915. Ces soldats (trois originaires de la Manche : Théophile Maupas, Louis Lefoulon, Louis Girard ; et un d'Ille-et-Vilaine : Lucien Lechat) seront réhabilités en 1934 grâce à l'action de la femme de Théophile Maupas, l'institutrice Blanche Maupas. Un monument est d'ailleurs toujours visible à Sartilly (Manche) commémorant leur réhabilitation, ainsi qu'à Suippes (Marne). Au début de la guerre de 1914-1918 la justice militaire était devenue une justice d'exception depuis des décrets d'août et septembre 1914 : le sursis, le recours en révision, les circonstances atténuantes et le droit de grâce étaient supprimés.
L'épisode du soldat sur une civière qu'on ranime pour le fusiller s'inspire lui d'un autre cas, celui du sous-lieutenant Jean-Julien-Marius Chapelant exécuté le 11 octobre 1914 après une parodie de procès. Gravement blessé aux jambes depuis plusieurs jours, incapable de tenir debout, épuisé moralement et physiquement, le sous-lieutenant Chapelant avait alors été ficelé sur son brancard et celui-ci posé le long d'un arbre pour qu'on pût le fusiller. Inhumé au bois des Loges dans une fosse commune, il n'est présent que par son seul nom au cimetière d'Ampuis, village où il est né. Sa tombe (vide) a été honorée par l'Union des Mutilés et Anciens Combattants qui y ont apposé une plaque de marbre portant l'inscription : « Les anciens combattants à leur frère d'armes Jean Julien Marius Chapelant, martyr des cours martiales ». Jean Julien Marius Chapelant a été « déclaré » et reconnu « mort pour la France » par le ministre délégué aux anciens combattants Kader Arif le 31 octobre 2012, et ce geste a été officialisé à l’occasion des cérémonies du Jour du Souvenir (11 novembre) de la même année.

### Tournage
Le film a été en partie tourné au nouveau château de Schleissheim, en Bavière. Huit cents policiers allemands ont été employés pour jouer les soldats français.

### Musique
Sauf indication contraire, les informations mentionnées dans cette section peuvent être confirmées par la base de données cinématographiques IMDb,  présente dans la section « Liens externes ».
- La marseillaise (générique de début).
- Künstlerleben (soirée dansante organisée par le général Broulard dans le château).
- Der treue Husar (chanté par la prisonnière allemande que les soldats français spectateurs émus accompagnent en fredonnant) .

## Accueil

### Sortie en salles et censure
Le film est projeté en Allemagne à Munich le 18 septembre 1957.
Le film fait scandale en France et en Belgique. Face à la pression et aux menaces de représailles d'associations d'anciens combattants français et belges, le gouvernement français, alors plongé dans les remous de la guerre d'Algérie, proteste auprès de la United Artists ; par ailleurs, le ministère des Affaires étrangères français insiste auprès de la Belgique pour que le film soit déprogrammé. La carrière européenne du film s’interrompt lors de sa projection en avant-première à Bruxelles en Belgique, où plusieurs journalistes progressistes et de nombreux représentants de l'armée française font le déplacement. Romain Gary, alors consul de France à Los Angeles, écrit une lettre outrée au gouvernement français.
Devant l'ampleur du mouvement contestataire, les producteurs du film décident, dans un acte d'auto-censure, de ne pas le distribuer en France et ne demandent pas de visa d'exploitation au ministre chargé du cinéma français.
Les autorités françaises font également pression pour que le film soit aussi censuré dans toute l'Europe. Ainsi, à la suite des pressions exercées par la France, le Conseil fédéral suisse décide de la censure du film qui sera effective jusqu'en 1970. Celui-ci est également retiré de la Berlinale et des bases de l'armée américaine en Europe,,.

L'universitaire Séverine Graff relève que 

« l'enjeu du débat n'est jamais de savoir si la représentation de Kubrick est fidèle ou non au sort réservé aux fusillés pour l’exemple en 1916. La question est de savoir si le film est antimilitariste, si la représentation sévère des officiers supérieurs français pourrait nuire au rôle de la France dans cette période de décolonisation et si Kubrick pointe délibérément la France afin de dénoncer l'attitude de l'armée en Algérie (1957 marque bien sûr la bataille d'Alger et la révélation des tortures commises par les parachutistes français en Algérie ; 1958 voit la sortie de [l'ouvrage] La Question d'Henri Alleg et le retour de De Gaulle au pouvoir). »

Face à la censure, Stanley Kubrick écrit une lettre publiée dans le mensuel L'Express en mars 1959, dans laquelle, selon le résumé de l'historien du cinéma Laurent Véray, il « se défend d'avoir voulu critiquer directement la France et ses soldats, insistant sur le fait que son scénario aurait pu avoir pour cadre n'importe quelle guerre ». Selon l'universitaire Séverine Graff : « Si sa lettre à L'Express adopte un ton outré face à la censure française, il est pourtant vraisemblable de penser que Kubrick avait non seulement conscience que la censure allait s'appliquer mais que le jeune réalisateur, à peine trentenaire, a sciemment fait fructifier cette interdiction pour vendre aux États-Unis son film comme une [sic] objet sulfureux, quitte à renoncer aux entrées françaises. D’ailleurs, la bande-annonce originale insère des références à la polémique et à l’audace du projet ».
Ce n'est que dix-huit ans plus tard, en 1975, que le film est finalement projeté en France.

### Accueil critique
Il reçoit plusieurs récompenses, dont le prix Chevalier de La Barre décerné lors du Festival de Cannes[Lequel ?], ce prix étant destiné à récompenser annuellement une œuvre cinématographique qui « exaltait l’esprit de tolérance et de fraternité humaine ou dénonçait l’intolérance et l’injustice de quelque origine qu’elles soient ».[réf. souhaitée]

### Box-office
Les estimations varient en ce qui concerne le succès final du film au box-office, certaines sources le citant comme un succès financier modeste et d'autres notant qu'il n'a réussi à récupérer que la plupart, sinon la totalité, de ses coûts de production,. Le film a rapporté 3,4 millions de dollars de recettes pour sa sortie initiale aux États-Unis en 1957, dont 1,4 million de dollars revenant au distributeur.
Après la controverse déclenchée au moment de la présentation du film en Europe en 1958, et après que United Artists a décidé de ne pas demander un visa d'exploitation et de ne pas le distribuer en France, le long-métrage sort finalement fin mars 1975 avec une interdiction aux moins de 13 ans et est distribué par AMLF. Pour sa première semaine d'exploitation en salles, son démarrage est faible avec seulement 31 836 entrées, ce qui le hisse à la 28e place du box-office. Au fil des semaines, le film reste sur un nombre d'entrées similaire à son démarrage avec une petite hausse, lui permettant de s'approcher des 100 000 entrées la semaine du 9 avril 1975 et d'atteindre le top 20 hebdomadaire. La semaine du 23 avril 1975, Les Sentiers de la gloire atteint la 12e place avec 33 157 entrées, pour un cumul de 165 034 entrées depuis sa sortie, avant de quitter le top 30 la semaine du 7 mai 1975 avec 26 759 entrées, pour un total de 222 229 entrées depuis le début de sa diffusion en salles. Il termine son exploitation française avec un total de 523 367 entrées.

## Analyse
De prime abord, Les Sentiers de la gloire est un film antimilitariste qui dénonce les comportements de la haute hiérarchie militaire, ainsi que l'animalisation des soldats, considérés comme de simples pions et dont l'état autant physique que psychologique est exécrable. Le film met par ailleurs en évidence la résistance désespérée d'un homme, le colonel Dax.
À la différence du film de guerre classique, l'affrontement n'est pas entre deux camps ennemis mais entre les officiers généraux et les soldats d'un même camp, les uns jouant leur promotion, les autres leur vie. D'ailleurs, on ne voit pas d'Allemands, car le film dénonce en partie la guerre mais surtout la relation entre haut gradés et soldats.
Ce thème sera repris dans les films Les Hommes contre (1970), Un long dimanche de fiançailles (2004), Joyeux Noël (2005) ou bien encore dans le téléfilm Le Pantalon (1997). Le film britannique Pour l'exemple (1964) traite du même sujet dans l'armée britannique.
En termes de réalisation, le film innove dans la représentation de la guerre en situant la caméra, et donc les spectateurs, sur le no man's land lors de l'assaut : « Par cette séquence, Kubrick revendique un traitement extrêmement réaliste, voire documentarisant, de la guerre. Un aspect mis en évidence par l'affiche du film, dont la phrase d’accroche « It explodes in the no-man’s land no picture ever dared cross before » promet au spectateur d’accéder à des zones de conflits qu’aucune image n’avait osé filmer ».
Stanley Kubrick innove également par le fait de se servir de la Grande Guerre pour porter un discours de contestation sur le présent, ouvrant ainsi la voie à de nombreuses expressions artistiques contestataires telles que la chanson de Georges Brassens La Guerre de 14-18 (écrite en 1961) ou les films Pour l'exemple de Joseph Losey (1964) ou Johnny s'en va-t-en guerre de Dalton Trumbo (1970).

### Erreurs et incohérences
- Le déroulement du procès devant la cour martiale est d'inspiration anglo-saxonne, plutôt que française. Par exemple, il n'y a jamais d'« objection » en France pendant un procès.
- Le numéro du régiment d'infanterie « 701e » n'a pas existé (l'armée française n'a jamais compté plus de 418 régiments d'infanterie pendant ce conflit).
- Dans le film, les ordres « Présentez… Armes ! » et les claquements de talons au garde-à-vous des soldats français sont erronés ; ils sont ceux de leurs adversaires de l'armée allemande.
- Les casques Adrian des poilus mélangent ceux de 1915 et ceux de 1926. Les fusils ne sont également pas tous d'époque.
- Il est très improbable qu'un colonel d'infanterie en 1915, surgisse des tranchées et mène des assauts à la tête de son régiment sous le feu ennemi, comme le fait Dax. Ses responsabilités dans la planification des combats et dans les choix stratégiques, rendent cet officier supérieur beaucoup trop précieux pour l'exposer ainsi et le cantonnent, à cette époque, dans son PC avec son état-major.

## Autour du film
- Lors du tournage, Stanley Kubrick rencontre sa future épouse : Christiane Harlan.